# 守山市立守山南中学校
守山市立守山南中学校（もりやましりつ もりやまみなみちゅうがっこう）は、滋賀県守山市にある公立中学校。
2012年度（平成24年度）時点では生徒数が900名超に達しており、滋賀県内では大津市立瀬田北中学校に次いで2番目に生徒数が多い中学校だった。
2024年度（令和6年度）時点では生徒数が1,101名に達しており、滋賀県内で1番生徒数が多い中学校となっている。

## 概要
- 守山市内の南側に位置している。
- 通学区は守山市立守山小学校区、物部小学校区、小津小学校区からなる。

## 沿革
- 1984年（昭和59年）
  - 3月 -  守山市立守山中学校から分離。
  - 4月 - 守山小学校、小津小学校を学区として開校。
- 2024年（令和6年）4月 - 中学3年生（11クラス381名）のクラス編成で混乱が起こり、再編成が行われた[3]。

## 校区
- 守山市立守山小学校
- 守山市立物部小学校
- 守山市立小津小学校

## 部活動
- サッカー部
- 野球部
- 女子ソフトボール部
- 男子ソフトボール部
- 剣道部
- 女子バレーボール部
- 男子バレーボール部
- 女子バスケットボール部
- 男子バスケットボール部
- 女子バドミントン部
- 男子バドミントン部
- 女子卓球部
- 男子卓球部
- 水泳部
- 陸上部
- 吹奏楽部
- 科学部
- 美術部
- 書道部
- 女子ソフトテニス部
- 男子ソフトテニス部

## 著名な出身者
- 酒井隆介（サッカー選手、FC町田ゼルビア）
- 鶴田圭祐（プロ野球選手、東北楽天ゴールデンイーグルス所属）
- 佐合井マリ子（シンガーソングライター）